# Harold i Kumar: Spalone święta
Harold i Kumar: Spalone święta (ang. A Very Harold & Kumar Christmas) – amerykańska komedia z 2011 roku. Jest to trzecia część przygód Harolda i Kumara, a także sequel komedii Harold i Kumar uciekają z Guantanamo. W główne role wcielili się po raz kolejny John Cho i Kal Penn.

## Fabuła
Filmowa historia rozgrywa się sześć lat po wydarzeniach z filmu Harold i Kumar uciekają z Guantanamo.
Duet przyjaciół od kilku lat pozostawał ze sobą skłócony, a ich życiowe drogi rozeszły się: Kumar był bezrobotny, gdyż nie przeszedł testu narkotykowego, w dodatku rzuciła go jego dziewczyna Vanessa; Harold jest żonaty, mieszka w dużym domu i pracuje na Wall Street.
Punktem startowym fabuły w filmie jest tajemnicza paczka przeznaczona dla Harolda, którą znajduje Kumar pod swoimi drzwiami. Postanawia przekazać ją dawnemu przyjacielowi. W tym czasie Harolda odwiedziła na święta rodzina jego żony, która akurat udała się na pasterkę. Podczas wizyty Kumara świąteczna choinka przypadkowo staje w płomieniach, co stanowi początek kolejnych wydarzeń.
Harold i Kumar wyruszają, aby odnaleźć nowe idealne drzewko. W trakcie błąkania się po Nowym Jorku spotyka ich wiele przygód: włamują się na imprezę, postrzeliwują Świętego Mikołaja oraz uciekają przed rosyjską mafią.

## Obsada
- John Cho jako Harold Lee[4]
- Kal Penn jako Kumar Patel[4]
- Neil Patrick Harris jako on sam[4]

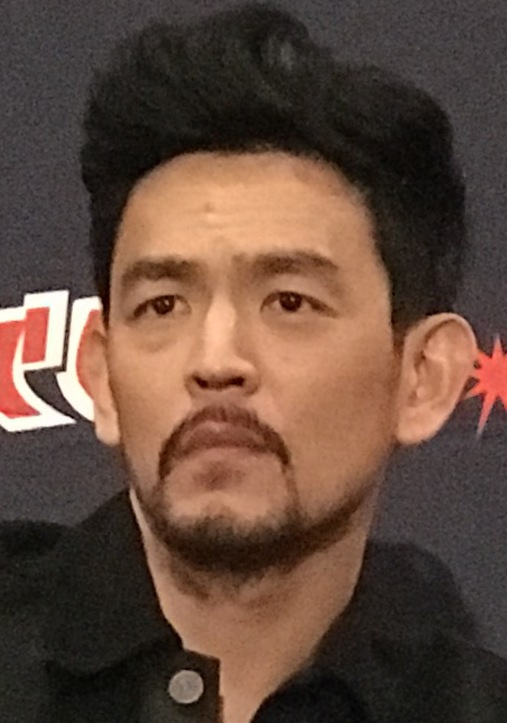
John Cho (2017) – odtwórca roli Harolda

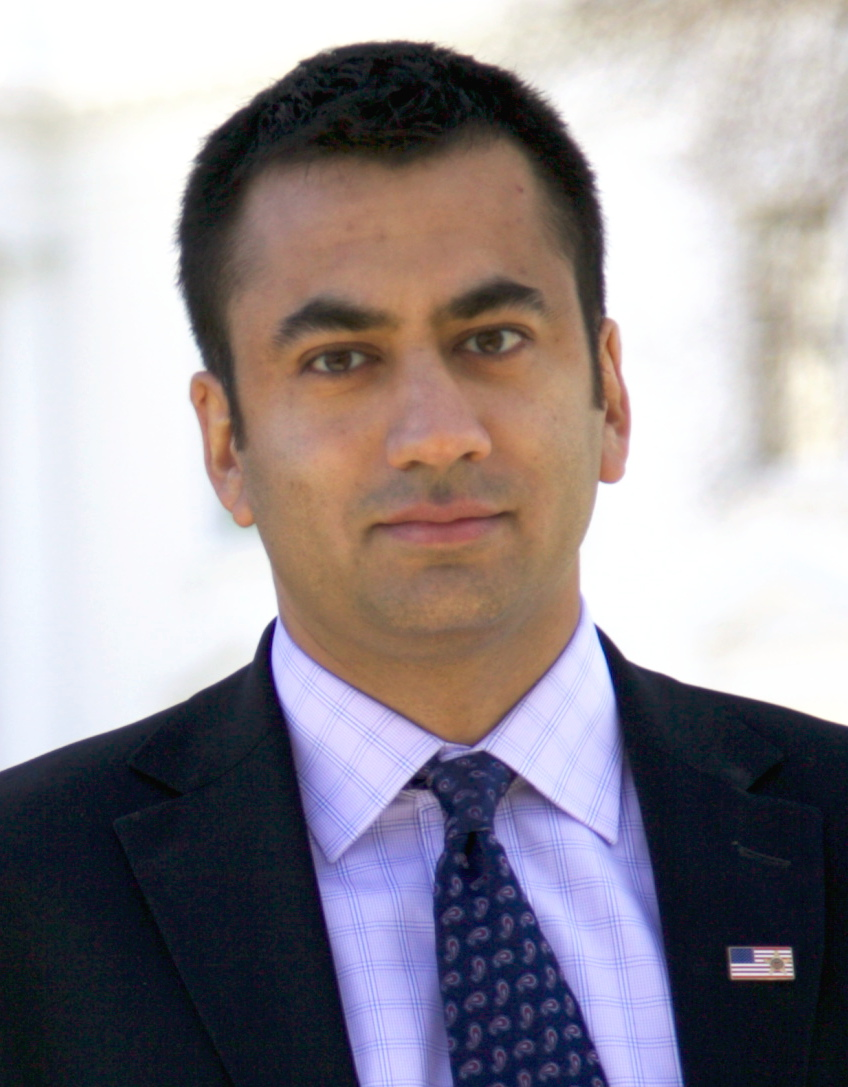
Kal Penn (2013) – odtwórca roli Kumara

- Patton Oswalt jako święty mikołaj w sklepie[4]
- Isabella Gielniak jako Caren[4]
- Thomas Lennon(inne języki) jako Todd[4]
- Paula Garcés(inne języki) jako Maria[4]
- Danny Trejo jako Carlos Perez[4][5]
- Marvin Cruz jako Timo Perez[4]
- Allyson V. Lengers jako dziecko z reklamy Wafflebot[4]
- Gabriel Anderson jako dziecko z reklamy Wafflebot[4]
- Danneel Harris jako Vanessa[4]
- Shirley Benyas jako Nana Perez[4]
- Esteban Cruz jako Pepe Perez[4]
- Ashley Coss jako Ava[4]
- Chloe Coss jako Ava[4]
- Hanna Coss jako Ava[4]
- RZA jako Lamar[4]
- Da'Vone McDonald jako Latrell[4]
- Jordan Hinson(inne języki) jako Mary[4]
- Tyler Nelson jako nastolatka[4]
- Tom Kruszewski jako nastolatek[4]
- Steven A. Clark jako nastolatka[4]
- Bennett Saltzman jako Boris[4]
- Hilary Anderson jako gorąca nastolatka[4]
- Elias Koteas jako Sergei Katsov[4]
- Yasen Peyankov jako Yuri[4]
- John Hoogenakker jako Gustav[4]
- Eddie Kaye Thomas jako Rosenberg[4]
- David Krumholtz jako Goldstein[4]
- Tristan Canning jako Noah[4]
- Dave Rife jako pracownik White Castle[4]
- Dave Davies jako ochroniarz w kościele[4]
- Gabriella Dilone jako Inez Perez[4]
- Dana DeLorenzo jako Becca[4]
- Brett Gelman jako dyrektor telewizji[4]
- Melissa Ordway jako Gracie[4]
- Dan Levy jako Reporter[4]
- David Burtka jako David Burtka[4]
- Ripper Brown jako pan Peter[4]
- Evan Mann jako barman[4]
- Gareth Reynolds jako barman[4]
- Jake Johnson jako Jezus Chrystus[4]
- Cassie Keller jako Anioł topless[4]
- Chernise Yvette Taylor jako Anioł topless[4]
- Richard Riehle jako Święty Mikołaj[4]

## Produkcja
Produkcją filmu zajęły się firmy: New Line Cinema, Mandate Pictures oraz Kingsgate Films.  
Wersja kinowa z kategorią wiekową R trwa 90 minut. Wersja bez tej kategorii trwa 96 minut.  
Budżet filmu wyniósł ok. 19 milionów USD. 

### Twórcy
Reżyserem filmu został Todd Strauss-Schulson, dla którego był to pierwszy film pełnometrażowy. Za scenariuszem, podobnie jak w przypadku poprzednich części, odpowiadali Jon Hurwitz oraz Hayden Schlossberg. Jak przyznali, tworząc scenariusz do kolejnego filmu, wiedzieli, że muszą być w nim trzy rzeczy: zioło, nagość oraz NPH. Producentami filmu byli Greg Shapiro oraz Nathan Kahane. 
Operatorem był Michael Barrett, a montażystą Eric Kissack. Muzykę skomponował William Ross. Scenografią zajmował się Rusty Smith, natomiast kostiumami Mary Claire Hannan.

### Technologia
W filmie wykorzystano technologię 3D, satyryzując ten trend zapoczątkowany przez Avatar. Wykorzystano ją m.in. do sceny z wielkim penisem oraz do wypuszczenia dymu w stronę publiczności. Scenarzyści, Jon Hurwitz i Hayden Schlossberg, przekazali, że kiedy propozycja wykorzystania 3D wyszła od studia, początkowo byli wobec niej sceptyczni, ponieważ obawiali się, że wyjdzie jako tania sztuczka, jednak po przeczytaniu scenariusza stwierdzili, że niektóre sceny idealnie pasują, aby wykorzystać tę technologię. Todd Strauss-Schulson przekazał, że spodobał mu się pomysł 3D, ponieważ jego zdaniem pozwolił połączyć popisowość w stylu Williama Castle'a z prawdziwym sercem Franka Capry czy Howarda Hughesa.

### Termin kręcenia
Kiedy rozpoczęto prace nad filmem, było już za późno, by jego premiera mogła się odbyć na święta 2009 roku. Kal Penn pracował w Białym Domu na stanowisku zastępcy dyrektora ds. zaangażowania publicznego, w związku z czym na czas kręcenia produkcji wziął urlop, aby zagrać w filmie. Z powodu prac Kala Penna zdjęcia mogły się rozpocząć dopiero latem 2010 roku, co ostatecznie skutkowało tym, że premiera filmu odbyła się dopiero w 2011 roku.

### Miejsce kręcenia
Zdjęcia kręcono w Detroit i okolicach oraz w Nowym Jorku.
Budynek, który posłużył jako filmowy dom Harolda, znajduje się w Bloomfield Township. Galeria, którą na początku odwiedza Kumar, to Somerset Collection w Troy. Kilka scen, m.in. występ świąteczny, kręcono w Detroit Opera House. Jako biuro Harolda wykorzystano Ford Building. Apartamenty wykorzystane, m.in. jako mieszkanie Kumara, mieszczą się w Warren.

## Upowszchnienie
Zapowiedzi filmu na platformie YouTube osiągnęły ponad milion wyświetleń w ciągu pierwszych dwóch tygodni. W zwiastunach przedstawiono m.in. żarty o molestujących księżach, nagie zakonnice, dziecko biorące narkotyki. Jedna z telewizyjnych reklam wywołała kontrowersje w stanie Michigan, który partycypował w kosztach produkcji filmu. Lokalne prawo nie pozwalało dotować filmów przedstawiających obsceniczne treści. Wątpliwości budziło, czy film Harold i Kumar: Spalone święta spełnia te kryteria. Rzeczniczka prasowa Michigan Film Office, Michelle Begnoche, nie odniosła się do tych zarzutów.
Kinowa premiera filmu odbyła się 4 listopada 2011 roku. W Stanach Zjednoczonych film był emitowany maksymalnie w 2875 kinach. Za dystrybucję filmu odpowiadało Warner Bros. Pictures. 
Film został także wydany na płytach DVD oraz Blu-ray, co nastąpiło 7 lutego 2012 roku.

## Odbiór

### Box office
Przychody filmu ze sprzedaży biletów wyniosły 36 265 745 USD, z czego 35 061 031 USD w Stanach Zjednoczonych.

### Ocena krytyków
W serwisie Rotten Tomatoes film uzyskał wynik 69% na podstawie 127 recenzji, ze średnią ocen 6,2/10. Konsensus krytyków brzmi: „Wciąż sprośny, wciąż niegrzeczny i wciąż trafiony, ten film o Haroldzie i Kumarze ma również świąteczny cud: widzowie mogą zobaczyć słodszą stronę duetu”. Agregator opinii Metacritic przyznał filmowi wynik 61/100 na podstawie 29 recenzji, co wskazuje na ogólnie pozytywny odbiór filmu.
Ben Kendrick z portalu Screen Rant stwierdził, że film ten od innych komedii tego typu odróżnia brak serializowania, zamiast tego jest on parodią filmu świątecznego. Zdaniem Kendricka film próbuje poruszyć zbyt wiele wątków i marnuje dużo czasu na nieciekawe dramaty postaci, zamiast skupić się na elementach komediowychi. Roger Ebert stwierdził, że film jest męczący, nie czuć autentyczności oryginału, aktorzy wyrośli z postaci, jednak filmy będą powstawać, dopóki będą przynosić dochód.
Cristal Reyes z magazynu „The Charger Bulletin” w bardziej pozytywnym tonie oceniała, że w filmie wszystko się zgadza, łącznie z fabułą i aktorstwem, oraz że to doskonały film dla osób szukających śmiechu i lekcji przyjaźni.

### Media domowe
W 2012 roku w Stanach Zjednoczonych sprzedało się 344 tysięcy płyt DVD oraz 155 tysięcy płyt blu-ray. Do 2015 sprzedało się ponad 600 tysięcy płyt DVD oraz Blu-ray. Łączny przychód ze sprzedaży płyt wyniósł 12 milionów USD. 

### Nagrody i nominacje
| Nagroda     | Kategoria                                                   | Nominacja    | Wynik     | Przypis |
| ----------- | ----------------------------------------------------------- | ------------ | --------- | ------- |
| IFMCA award | Najlepsza oryginalna ścieżka dźwiękowa do filmu komediowego | William Ross | Nominacja | [ 23 ]  |